# Josef Ninaus
Josef Ninaus (* 28. November 1878 in Sierling bei Stainz; † 22. September 1947 in Graz) war ein österreichischer Politiker (SPÖ) und Landwirt. Er war Abgeordneter zum Österreichischen Nationalrat und Bürgermeister von Sierling.

## Leben
Ninaus besuchte die Volksschule und war beruflich als Gendarmeriefachausbildner, ab 1921 Stadtratsbeamter und als Landwirt tätig.

## Politik
Ninaus war zwischen 1924 und 1934 Mitglied des Gemeinderates von Graz, Vertrauensmann des Bundes der öffentlich Angestellten und trat als Redner bei Parteiveranstaltungen der Sozialdemokratischen Partei auf. Nach dem Ende der Demokratie 1934 bzw. im Zuge des Verbots der Sozialdemokratie im Austrofaschismus wurde er eingesperrt und musste seine politischen Aktivitäten aufgeben. 1936 zog er mit seiner zweiten Frau Ottilie Ninaus von Graz in seinen Herkunftsort Sierling, wo die beiden ein kleines Weingartenhaus bewohnten. Sofort nach dem Ende des Zweiten Weltkriegs wurde er Bürgermeister von Sierling (ab 1968 Marhof, seit 2015 Stainz). Am 17. Jänner 1946 zog Ninaus in den Nationalrat ein, indem er für den verstorbenen Abgeordneten Engelbert Rückl nachrückte.
Nach seinem Tod folgte ihm seine Frau Ottilie Ninaus (1905–1989) als Bürgermeisterin nach und war damit eine der ersten Bürgermeisterinnen Österreichs.